# Fahad Awadh
Fahad Awadh (26 de fevereiro de 1985) é um futebolista profissional kuwaitiano que atua como defensor.

## Carreira
Fahad Awadh representou a Seleção Kuwaitiana de Futebol na Copa da Ásia de 2015.